# Guerra Civil de Líbia (2014-2020)
La Guerra de Líbia de 2014-2020 fou un conflicte que tingué lloc a la República de Líbia, degut a la violència entre les diferents milícies que van enderrocar i executar a l'exPresident del país Moammar al-Gaddafi a la Guerra Civil Líbia de l'any 2011, i als diferents grups que s'enfronten per aconseguir el control del país.

## Antecedents
Líbia es trobava amb dos parlaments, un a Trípoli, controlat pels islamistes, i l'altre, reconegut per la comunitat internacional, a Tobruk, Cirenaica, que havia estat forçat a desistir d'actuar per les forces jihadistes. El general Khalifa Haftar, que lidera l'Exèrcit Nacional de Líbia (ENL) i s'oposa tant als jihadistes com a el Govern d'Acord Nacional. A través del seu exèrcit, el general va llançar al maig atacs aeris contra grups islamistes a Bengasi, amb l'objectiu d'apoderar-se al Parlament. A més, acusa el primer ministre Ahmed Maiteg de cooperar amb grups islamistes. Al juny, Maiteg va renunciar després que la Cort Suprema dictaminés que el seu nomenament va ser il·legal.

## La guerra civil
Els combats, els de més intensitat registrats des de la mort del dictador libi, van començar quan el general Khalifa Haftar, de l'Exèrcit Nacional de Líbia (ENL) lleial al Govern de Salvació Nacional amb seu a Tobruk va llançar l'anomenada Operació Dignitat contra els grups gihadistes de Bengasi i l'est del país, defensors de l'aplicació de la Xaria, i altres grups propers a Al-Qaida. Paral·lelament les milícies islamistes moderades de Misratah, agrupades en la coalició Alba Líbia, van atacar a les Brigades Zintan, d'ideologia més liberal i aliades amb el general Haftar, per arrabassar el control de Trípoli, en un conflicte que va prendre més matisos regionals, econòmics i socials entre les dues ciutats.
El conflicte va assolir dimensions internacionals quan els Emirats Àrabs Units van decidir bombardejar, amb el beneplàcit d'Egipte, les posicions islamistes de Trípoli, mentre que Qatar va triar armar i finançar a aquests grups.
Enmig dels combats es van celebrar unes eleccions per al Parlament libi (juny de 2014), la Cambra de Representants de Líbia, els membres electes es van posicionar a favor de l'Operació Dignitat i les brigades Zintan. No obstant això, els diputats de l'anterior mandat (elegit el 2012), que eren majoritàriament d'ideologia islamista, es van negar a cedir els seus càrrecs i es van autoproclamar com el Govern legítim, el Congrés Nacional General (GNC), alhora que es van posicionar a favor de les milícies islamistes de Misratah i Bengasi. El 4 d'agost de 2014, després de l'ocupació de Trípoli pels islamistes, la Cambra de Representants es va traslladar a Tobruk, a l'extrem est del país.

Territoris controlats per les diferents faccions el juliol de 2015

Durant el caos generalitzat i la guerra civil que va seguir la revolució i va provocar l'erosió del control territorial sota el Congrés Nacional General, la facció local lleial a Estat Islàmic, que prèviament s'havia apoderat de la ciutat portuària de Derna, va llançar un atac el març del 2015 per capturar Sirte, que llavors era ocupada per una milícia islamista, i va caure el maig del 2015.
El març de 2015, l'ENL va començar un setge a Derna que va aixecar el maig de 2015 a causa de les disputes entre els comandants i les tribus afiliades, i el juny de 2015 el Consell Shura dels Mujahideen de Derna va llançar una ofensiva, expulsant Estat Islàmic de gran part de la ciutat, però els enfrontaments van continuar entre ells i l'ENL. Al juliol de 2015, els últims militants d'Estat Islàmic a Derna van retirar-se a Sirte. Aprofitant l'enfonsament d'Estat Islàmic a la ciutat, el Consell Shura va començar a imposar el seu propi govern i les forces de l'exèrcit líbi van intentar avançar cap a la ciutat.
El 17 de desembre de 2014 es va signar un acord de pau entre les dues faccions a Skhirat, al Marroc creant un Consell Presidencial i el Consell Superior d'Estat i establir el Govern d'Acord Nacional (GNA). Malgrat el suport de les dues parts a l'acord, ambdues faccions també tenien membres que no donaven suport a l'acord i es temia que les milícies ben armades no complissin per tractar. Després d'un aval del Consell de Seguretat de les Nacions Unides, el GNA va ser reconegut gairebé immediatament per la comunitat internacional com el govern legítim de Líbia. Del 2015 al 2016, el GNA va lluitar per fer valer la seva autoritat i no va tenir èxit en la unificació de Líbia donat que el país romania molt dividit en línies polítiques, tribals i ideològiques. Després del març de 2016, es va intensificar el conflicte entre els dos parlaments rivals, la Cambra de Representants de Líbia i el GNC. Tot i donar-li suport anteriorment, la Cambra de Representants de Líbia va retirar el seu reconeixement a GNA votant-hi en contra l'estiu de 2016 convertint-se en el seu rival per governar el país.

### Declaració conjunta sobre Líbia
El 18 de febrer de l'any 2016; els governs d'Alemanya, els Emirats Àrabs Units, Espanya, Estats Units, França, Itàlia i el Regne Unit, van donar la benvinguda a l'anunci fet públic el dia 14 de febrer per part del Consell de la Presidència de Líbia d'un Govern d'Acord Nacional, que va arribar a Trípoli el 30 de març per mar per causa del bloqueig aeri, i en abril la ONU va tornar al territori però l'Exèrcit Nacional de Líbia va seguir guanyant terreny i controlant en setembre les terminals orientals de petroli.

### El final d'Estat Islàmic
Al maig de 2016, l'Exèrcit Nacional de Líbia (ENL) de Khalifa Haftar controlava la major part de Bengasi i va començar la batalla de Sirte entre Estat Islàmic i les forces lleialistes del Govern d'Acord Nacional i el Govern de Salvació Nacional recolzades pels Estats Units, a la vegada que es combatia la batalla de Mossul contra Estat Islàmic a l'Iraq, la campanya de Raqqa de les Forces Democràtiques Sirianes a la capital de facto d'Estat Islàmic a Síria i amb l'Operació Escut de l'Eufrates al nord de Síria. Estat Islàmic va perdre el control de tots els territoris significatius que havia aconseguit a Líbia i es va retirar de Sirte a les zones desèrtiques al sud de la ciutat, i va començar principalment atacs de baix nivell contra les forces líbies i la infraestructura local.
La major part dels islamistes de Bengasi es van reagrupar en les Brigades de Defensa de Bengasi el juny de 2016. El 14 d'octubre de 2016, les forces lleials al Khalifa al-Ghawil van intentar un cop d'estat contra Fayez al-Sarraj i el Consell Presidencial de GAN.
L'agost de 2016, l'ENL va iniciar un setge a Derna que es va reforçar el 2017, fins que la ciutat va caure el juliol de 2018. Mentre estava governat pel Consell de la Shura, Derna va servir com a centre per als militants d'Al-Qaeda, sobretot la xarxa Al-Mourabitoun d'Hesham Ashmawy, que llançava regularment atacs contra Egipte des de Líbia.
El març de 2017 les Brigades de Defensa de Bengasi van llençar una ofensiva del golf de Sidra prenent el control d'una franja de costa entre Nofaliya i Ras Lanuf lliurada al Govern d'Acord Nacional, però el 14 de març, l'ENL va recuperar totes les posicions en una contraofensiva.
Les Brigades de Defensa de Bengasi van llençar una nova ofensiva al golf de Sidra l'11 de juny de 2018 mentre l'ENL combatia a Derna, capturant Ras Lanuf i Sidra, fins que l'ENL va començar una contraofensiva el 17 de juny recapturant Ras Lanuf i Al Sidra.

## Alto-el-foc permanent
L'Exèrcit Nacional de Líbia, en control de la major part del país, inclosos Bengasi, Sirte i la majoria de les reserves de petroli de Líbia, i el Govern d'Acord Nacional van arribar El 23 d'octubre de 2020, la Comissió Militar Mixta Líbia 5 + 5 que representa la un "acord d'alto el foc permanent a totes les zones de Líbia". L'acord, efectiu immediatament, exigia unes noves eleccions, que tots els combatents estrangers abandonessin Líbia en un termini de tres mesos, i que una força conjunta de policia patrullaria zones en disputa.